# Antoine Dufau
Pour les articles homonymes, voir Dufau.
Antoine Jean Dufau est un homme politique et un médecin français né le 28 septembre 1742 à Créon-d'Armagnac et décédé le 20 avril 1816 à Saint-Julien-d'Armagnac.

## Présentation
Antoine Dufau vit à une époque charnière, marquée par les bouleversements liés à la Révolution française et les avancées de la médecine. Esprit cultivé, il marque son temps dans ces deux domaines : sur le plan politique, il est le principal artisan du choix de Mont-de-Marsan comme préfecture des Landes et en tant que médecin, il favorise les progrès de la vaccination dans le département.

### Famille
La famille Dufau (dont le patronyme s'orthographie primitivement Deu Feu en Gascon), appartient à l'ancienne bourgeoisie de Labastide-d'Armagnac. Antoine Dufau est l'héritier en ligne directe de quatre générations de médecins depuis 1640. Il étudie à la faculté de Montpellier où il est reçu docteur en médecine. Il commence sa carrière à Labastide-d'Armagnac et devient en parallèle  inspecteur des eaux de Barbotan de 1773 à 1785. En 1778, il épouse Josèphe Laurans, fille d'un important négociant de Mont-de-Marsan, ville où le couple s'installe définitivement.
Le couple a huit enfants :
- Jean-François, né à Mont-de-Marsan le 12 décembre 1779 ;
- Jean-Baptiste, Julien, dit Julien Dufau, né à Mont-de-Marsan le 25 février 1782, décédé le 12 mars 1859 (comme son père, il devient médecin et maire de Mont-de-Marsan à deux reprises, de 1832 à 1839 puis de 1841 à 1848)[4] ;
- Jeanne, Caroline, née à Mont-de-Marsan, le 27 juin 1783. Elle y épouse, le 29 floréal an XII (30 avril 1804), Henry, André (de) Lobit,
- Fortis, né à Mont-de-Marsan, le 11 mai 1785 ;
- Jeanne, 17 juin 1787 - 15 décembre 1788 ;
- Marie-Julie, née à Mont-de-Marsan, le 2 janvier 1790 ;
- Phocion, né à Mont-de-Marsan, le 6 ventôse an II (24 février 1794), qui est juge au tribunal de Mont-de-Marsan ;
- Thérèse, Loyde, née à Mont-de-Marsan, le 15 pluviôse an VII (3 février 1799), qui y épouse le 17 février 1819 Jean-Pierre Dufaur de Gavardie[n 2]

### Carrière politique
A la Révolution française, il devient successivement procureur-syndic de la ville, conseiller au Parlement de Guyenne, député suppléant du Tiers état de la sénéchaussée de Mont-de-Marsan aux États généraux de 1789 puis, en décembre de la même année, à l'Assemblée nationale constituante (François Perez d'Artassen, député titulaire du Tiers état de la sénéchaussée du Marsan, ayant démissionné le 6 décembre 1789). Antoine Dufau est admis à siéger le 16 janvier 1790 et vote avec la majorité. C'est grâce à son habileté qu'est créé le département des Landes tel qu'on le connaît et que la ville de Mont-de-Marsan est élevée au rang de chef-lieu, d'abord provisoirement. Modéré, il se retire de la vie politique à la fin de son mandat le 30 septembre 1791, restant à l'écart des turbulences liées à la Terreur à venir. Il accepte néanmoins par la suite d'être le maire de de Mont-de-Marsan pendant le Premier Empire, de 1804 à 1808.

### Carrière médicale
Revenu à Mont-de-Marsan, Antoine Dufau se consacre à la médecine (il est mentionné comme administrateur de l'hôpital de Posterle en 1800 et membre du jury de médecine du département des Landes en 1804) et aux progrès de l'agriculture, tout en suivant le progrès des idées scientifiques. Conscient de l'importance que représentent les diverses « sociétés académiques » qui voient alors le jour, il est un des membres fondateurs de la Société d'Agriculture, des Sciences et Arts du département des Landes dont il devient vice-président, position dont il se sert comme d'une tribune pour exposer le résultat de ses observations et de ses recherches. C'est notamment le  cas lors de son plaidoyer du 20 avril 1801 sur la vaccination dont il est convaincu de l'efficacité. D'après lui, cette nouvelle technique médicale doit être appliquée préventivement au plus grand nombre et ce, malgré la réticence des populations. C'est ainsi que, par un arrêté préfectoral qu'il parvient à obtenir en tant que maire de Mont-de-Marsan, est créé le 17 mars 1805 un « comité de vaccine » favorisant les progrès de la vaccination de la population landaise.

## Postérité
Il décède en son château de Pouthet, à Saint-Julien-d'Armagnac. Le nom Antoine Dufau est donné à une avenue de Mont-de-Marsan en 1972.

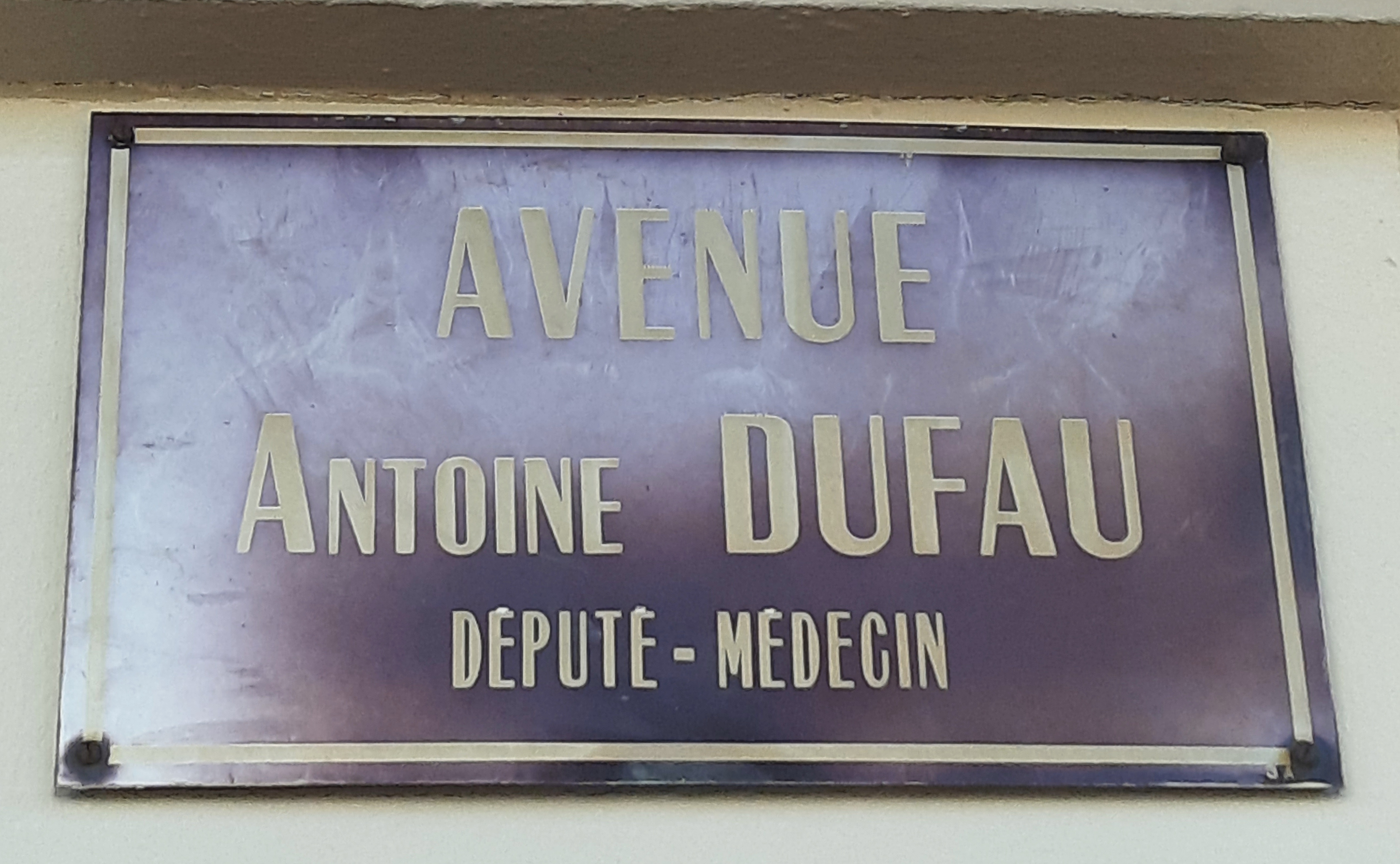
Panneau de l'avenue Antoine Dufau